# Fiat 618
Il Fiat 618 fu un autocarro leggero italiano prodotto dalla Fiat V.I.
Prodotto dal 1934 al 1937, non eguagliò l'enorme successo del suo predecessore, il Fiat 621. L'autotelaio è su due assi, con le ruote anteriori direttrici e le posteriori motrici e gemellate, mentre il motore è il Fiat 118 della Fiat 518 Ardita.
Fu prodotto per il mercato civile in numerosi allestimenti, tra i quali degno di menzione è quello della Viberti Fiat 618 Cinemobile. Prodotto per l'Istituto Luce nel 1936 in pochi esemplari, montava, incorporati nella carrozzeria della furgonatura, un apparato sonico "Balilla" del 1935 ed una versione apposita del proiettore cinematografico "Victoria 5" da 35 mm della milanese Cinemeccanica. Fornì anche la base per l'allestimento di autopompe per i Vigili del Fuoco, come quelle della carrozzeria Bergomi. La versione militare coloniale del mezzo entrò in produzione nel 1935 e servì fino alla seconda guerra mondiale. Come il Fiat 621, anche il 618 fu prodotto su licenza in Polonia dalla Polski Fiat come PF 618 Grom.

## Caratteristiche tecniche
- motore: Fiat 118A

Fiat 618C del Regio Esercito.

- 4 cilindri in linea a benzina, raffreddato ad acqua, 1944 cm3 - 43 CV
- trazione: 4×2 posteriore
- velocità max: 65 km/h
- lunghezza: 4,7 m
- larghezza: 1,94 m
- altezza: 2,5 m
- passo: 3,05 m
- carreggiata: 1,54 m
- peso a vuoto: 2,1 t
- portata: 1,25 t
- PTT: 4 t - peso a vuoto: 2,1 t
- autonomia: 300 km su strada

## Fiat 618C
Il Fiat 618 Coloniale o semplicemente Fiat 618C è la versione militare dell'autocarro. Fu messo in produzione nel 1935 in vista della Guerra d'Etiopia, che lo vide impiegato sia sul fronte nord che sul fronte somalo con più di 1300 esemplari. In tale contesto emersero problemi di surriscaldamento del motore, a quali la casa madre pose rapidamente rimedio, per arrivare, durante le manovre addestrative del 1938 in Libia italiana, ad essere giudicato non adatto all'impiego coloniale a causa di deficienze del motore, dei rapporti del cambio troppo alti e quindi di una velocità eccessiva. 
Trovò invece impiego proficuo, in più di 2000 mezzi, durante la guerra civile spagnola con il Corpo Truppe Volontarie. In questo teatro, oltre che come trasporto truppe e materiali, anche come trattore per il cannone d'accompagnamento 65/17 Mod. 1908/1913 ed il controcarro tedesco 3,7 cm PaK 36. Fu anche un'occasione per sperimentare sul campo alcuni allestimenti particolari, quale quello contraereo, ottenuto installando una mitragliatrice St. Étienne sul cassone, oppure quello carro soccorso, per il recupero di mezzi immobilizzati. Tra le versioni poi effettivamente utilizzata dal Regio Esercito e dalle altre forze armate, la versione ambulanza e quella autobus 16 posti per il trasporto del personale.

Fiat 618C autoambulanza.

Oltre che dall'esercito, il 618, nelle varie versioni, venne adottato anche dalla Milizia Volontaria per la Sicurezza Nazionale, dalla Regia Guardia di Finanza, dal Corpo degli Agenti di Pubblica Sicurezza e dalla Regia Aeronautica; per quest'ultima fu realizzato anche nelle versioni autogrù soccorso aerei ed autopompa. Uscito di produzione nel 1937 in favore dello SPA CL39, era comunque ancora in servizio durante la seconda guerra mondiale. Un esemplare del Fiat 618 Coloniale si può osservare presso il Museo storico della motorizzazione militare presso la Città militare della Cecchignola.

## Polski Fiat 618Grom
La licenza per la produzione di modelli Fiat concessa nel 1932 all'azienda polacca Państwowe Zakłady Inżynierii (PZInż), fu estesa nel 1937 ai modelli Fiat 621, Fiat 508, Fiat 518 Ardita ed appunto al Fiat 618, prodotto come Polski Fiat 618 e conosciuto come FP 618 Grom (Tuono). In particolare, la PZInż produceva le versioni speciali per le forze armate, mentre i mezzi per il mercato civile erano prodotti dalla compartecipata Polski Fiat. 
Anche questa versione polacca vide vari allestimenti, tra i quali quello autobus ad 11 posti, ambulanza 6×4 e stazione radio furgonata.